# João Daniel
João Somariva Daniel (São Lourenço D'Oeste, SC, 22 de agosto de 1967), é um agricultor e político brasileiro, do estado de Sergipe filiado ao Partido dos Trabalhadores (PT).

## Biografia
Foi eleito deputado federal em 2014, para a 55.ª legislatura (2015-2019), pelo Partido dos Trabalhadores. Votou contra o Processo de impeachment de Dilma Rousseff. Já durante o Governo Michel Temer, votou contra a PEC do Teto dos Gastos Públicos. Em abril de 2017 foi contrário à Reforma Trabalhista. Em agosto de 2017 votou a favor do processo em que se pedia abertura de investigação do presidente Michel Temer.
Em 2014, o deputado João Daniel chega à Câmara após ter sido eleito com 52.959 votos. Ele foi o único escolhido do Partido dos Trabalhadores em Sergipe para o mandato de 2015/2018.

## Desempenho em eleições
| Ano  | Eleição             | Partido | Candidato a       | Votos          | Resultado |
| ---- | ------------------- | ------- | ----------------- | -------------- | --------- |
| 2010 | Estadual em Sergipe | PT      | Deputado Estadual | 29.936 (3,11%) | Eleito    |
| 2014 | Estadual em Sergipe | PT      | Deputado Federal  | 52.959 (5,44%) | Eleito    |
| 2018 | Estadual em Sergipe | PT      | Deputado Federal  | 59.933 (6,44%) | Eleito    |
| 2022 | Estadual em Sergipe | PT      | Deputado Federal  | 68.969 (5,78%) | Eleito    |